# آراماری (باهیا)
آراماری (به پرتغالی: Aramari) یک منطقهٔ مسکونی در برزیل است که در باهیا واقع شده‌است. آراماری ۱۱٬۴۶۱ نفر جمعیت دارد.